# Cryptophagus montemurroi
Cryptophagus montemurroi is een keversoort uit de familie harige schimmelkevers (Cryptophagidae). De wetenschappelijke naam van de soort werd in 1984 gepubliceerd door Otero & Angelini.